# Lea Schreiner
Lea Schreiner (* 14. Februar 1995 in Köln) ist eine deutsche Kraftdreikämpferin.

## Leben
Lea Schreiner wurde in Köln, Nordrhein-Westfalen geboren und wuchs in Troisdorf auf. Dort begann sie als Jugendliche mit Fußball. Da es noch keine Jugendmannschaft für Mädchen gab, spielte sie die ersten Jahre in der Jungenmannschaft und wechselte erst später in die Damenmannschaft. Nach dem Abitur verbrachte sie ein Jahr in Amerika als Au-pair. Zum Kraftdreikampf ist sie in ihrem Auslandsaufenthalt in Amerika nach ihrem Abitur gekommen. Sie machte zunächst Gewichtheben und belegte dort im Jahr 2015 den dritten Platz bei den Junioren bei der deutschen Meisterschaft in Chemnitz. Nach einer Knieverletzung entschied sie sich, zur Sportart Kraftdreikampf zu wechseln. Im Anschluss darauf absolvierte sie die Eignungsprüfung an der Deutschen Sporthochschule in Köln. Nach vier Semestern Sportjournalismus wechselte sie den Studiengang und studiert heute Sport und Französisch auf Lehramt.
Seit 2019 befindet sie sich zusätzlich im Deutschen B-Nationalkader der Kraftdreikämpfer, des BVDK. Ihren ersten internationalen Wettkampf konnte sie 2019 in Frankreich bestreiten. Der erste internationale Wettkampf mit Wertung fand ebenfalls 2019 statt, aber in Italien. Dort konnte sie den sechsten Platz in ihrer Gewichtsklasse erreichen.
Zusätzlich betreibt sie einen Instagram- und einen Youtube-Account. Am 20. November 2020 war sie bei Luke! Die Greatnightshow zu sehen.

## Sportliche Erfolge
Schreiner gewann die Deutsche Meisterschaft im Kraftdreikampf des BVDK mit unterstützender Ausrüstung 2020 in der Gewichtsklasse 84 kg+ und die Deutsche Meisterschaft im Raw Kraftdreikampf 2019 in der Gewichtsklasse bis zu 72 kg. Davor hat sie die Juniorenmeisterschaften des BVDK, im Kraftdreikampf, in den Jahren 2017 in der Gewichtsklasse 84 kg und 2018 in der Gewichtsklasse bis zu 72 kg gewonnen. Ebenfalls in den Jahren 2017 und 2018 hat sie den ersten Platz in den Landesmeisterschaften in NRW im Kraftdreikampf erzielen könne, 2017 in der Gewichtsklasse 84 kg und 2018 in der Gewichtsklasse bis zu 72 kg.

### Kraftdreikampf
- 2017 1. Platz Landesmeisterschaft NRW Junioren KDK (BVDK)
- 2017 1. Platz Deutsche Meisterschaft Junioren KDK (BVDK)
- 2018 1. Platz Landesmeisterschaft NRW Junioren KDK (BVDK)
- 2018 1. Platz Landesmeisterschaft NRW Junioren Kreuzheben (BVDK)
- 2018 1. Platz Deutsche Meisterschaft Junioren KDK (BVDK)
- 2018 1. Platz Deutsche Meisterschaft Junioren Bankdrücken (BDVK)
- 2019 1. Platz Deutsche Meisterschaft Aktive KDK (BVDK)
- 2019 6. Platz Western European Championships (EPF)
- 2020 1. Platz Deutsche Meisterschaft Equipped (BDVK)
- 2021 1. Platz Deutsche Meisterschaft KDK OPEN Classic (BVDK)
- 2021 4. Platz European Classic Powerlifting Championships (EPF)
- 2022 4. Platz European Bench Press Championships (EPF)
- 2022 1. Platz Deutsche Meisterschaft KDK Equipped/Classic - Aktive (BVDK)
- 2022 1. Platz Deutsche Meisterschaft BD Classic (BVDK)
- 2022 2. Platz European Classic Powerlifting Championships (EPF)
- 2023 1. Platz Deutsche Meisterschaft Aktive KDK (BVDK)
- 2023 10. Platz World Classic Powerlifting Championships (IPF)
- 2023 6. Platz European Bench Press Championships (EPF)
- 2023 1. Platz Deutsche Meisterschaften im Bankdrücken Classic / Equipped (BVDK)
- 2023 3. Platz European Open Classic Powerlifting Championships (EPF)
- 2024 1. Platz European Open Classic Powerlifting Championships (EPF)
- 2024 1. Platz Deutsche Meisterschaft der Aktiven Classic (BVDK)

## Bestwerte

### Raw (Ohne unterstützende Ausrüstung)
- Kniebeuge: 197,5 kg
- Bankdrücken: 112,5 kg
- Kreuzheben: 225 kg

### Equipped (Mit unterstützender Ausrüstung)
- Kniebeuge: 205 kg
- Bankdrücken: 105 kg
- Kreuzheben: 195 kg

## Auftritte
- 2019: Schattenmoor. Das Experiment: Vom Film in die Realität (Dokumentation)[2]